# Contramedida

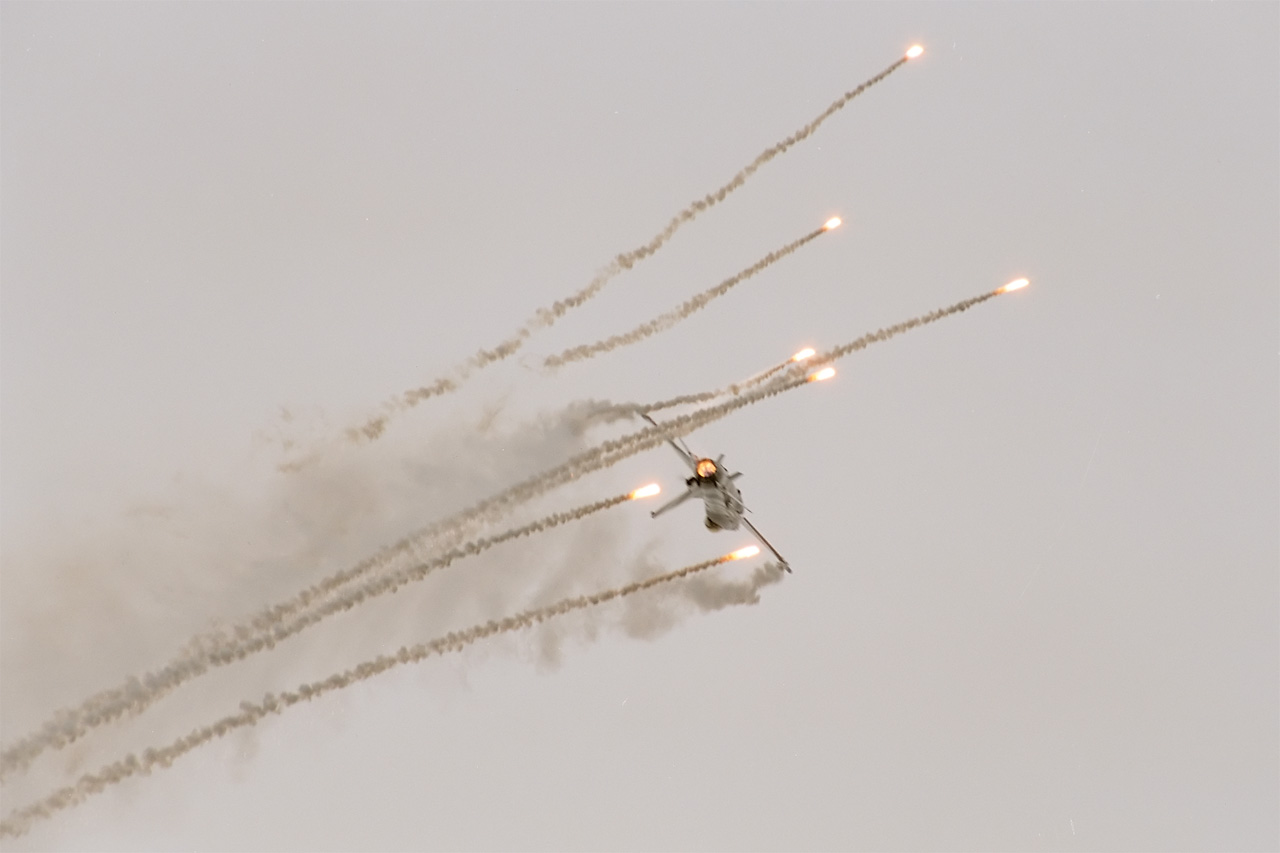
Un caza F-16 Fighting Falcon de la Real Fuerza Aérea de los Países Bajos lanzando contramedidas (bengalas) durante una exhibición en el Radom Air Show del 2005.

Una contramedida es un sistema (normalmente para una aplicación militar) diseñado para prevenir que una arma guiada por sensores asigne y/o destruya su objetivo.
Medida que se toma para paliar o anular otra; especialmente, conjunto de sistemas destinado a neutralizar los dispositivos del enemigo.
Las contramedidas que alteran la señal electromagnética, acústica u otra cualquiera del objetivo y por consiguiente alteran el comportamiento de rastreo y localización de una amenaza que se aproxima (por ejemplo un misil) son designadas medidas softkill.
Las medidas que contraatacan físicamente una amenaza entrante y por consiguiente destruyendo o alterando su carga/ojiva como manera de que el efecto intencionado sobre el objetivo sea mayormente impedido son designadas medidas hardkill.

## Contramedidas y delito
Respecto a la ocultación de mentiras en la posible comisión de un delito, definimos las contramedidas como las técnicas usadas para alterar reacciones fisiológicas y poder falsear mediciones.
Existen 2 tipos de contramedidas:
Generales: pretenden alterar el estado físico/psicológico de la persona durante todo el examen poligráfico mediante drogas, hipnosis, o realizar excesivo ejercicio físico para quedar exhausto. 
Específicas: el sospechoso debe conocer los tipos de preguntas que le van a formular. Podemos diferenciar entre físicas o mentales:
×         Físicas: el sujeto se autogenera dolor y tensión en las preguntas de comparación (en la CQT o Prueba de Pregunta de Comparación) y alternativas incorrectas (en la CIT o Prueba de Información Oculta); si se genera gran activación el resultado será erróneo o de persona sincera. Esta técnica se puede realizar mediante la contracción del esfínter, mordiéndose la lengua o apretando los dedos de los pies contra el suelo.
×         Mentales: pretenden obtener mayor activación en las preguntas control (CQT) o en las alternativas de respuesta erróneas (CIT). Esta técnica se puede desempeñar pensando en recuerdos dolorosos, eróticos, o contando mentalmente hacia atrás de 7 en 7 comenzando desde un número superior a 200.
La prueba de la pregunta de comparación (CQT): 
Tiene por objetivo descubrir la información oculta, es decir descubrir cuando una persona dice la verdad o la mentira. Se realiza a partir del polígrafo (variables periféricas). Utiliza tres tipos de preguntas:
- Preguntas irrelevantes. No tienen relación con el delito, no se espera activación ni de inocentes ni de culpables.
- Preguntas relevantes. Están relacionadas con el delito, se espera activación en el culpable.
- Preguntas de comparación. Tienen relación con el delito, pero de tipo general. Se realizan para que la persona no esté segura de sí lo cometió.
Habrá una mayor reacción fisiológica cuando se trate de una pregunta más amenazadora. Las preguntas relevantes resultarán más amenazadoras para los culpables y las preguntas de comparación supondrán una preocupación por los inocentes ya que estarán inseguros por sus respuestas.
La CQT introducen unos problemas. Las preguntas relevantes pueden suponer una amenaza tanto para los culpables como para los inocentes. Además, se trata de una prueba poco estandarizada ya que cada examinador puede realizar las preguntas de forma distinta, por ello, debe saber mentir para que esta prueba pueda funcionar.
La prueba de Información Oculta (CIT):
Esta prueba se encarga de detectar la información oculta que solo sabe el culpable. Se realiza a través de unas preguntas con opciones múltiples. El culpable se activará más ante la respuesta correcta y, por el contrario, el inocente va descartando según se realizan más preguntas. La primera pregunta que se realiza no se debe tener en cuenta debido a que se puede producir una activación por ser la primera.
La CIT se puede utilizar a partir de variables periféricas (polígrafo), variables centrales (ERPs e IRMf) o variables conductuales. Sin embargo, para que se pueda llevar a cabo la CIT es necesario que se cumplan unos requisitos. En primer lugar, se tiene que presentar una alternativa plausible y emocional. En segundo lugar, el culpable debe saber acerca de todos los detalles que se preguntan. Y, en tercer lugar, el inocente debe ignorar los detalles.
Sin embargo, esta prueba no tiene gran utilidad ya que los poligrafistas profesionales se sienten confortables con la CQT. La CIT supone un proceso complejo y no se tiene la formación correcta para realizarlo. Además, supone que se identifique a los inocentes y no tanto a los culpables.
La CIT se utiliza para saber la información oculta de un delito y obtener nueva información para poder ayudar a las investigaciones policiales. En España se ha utilizado con potenciales evocados, por ejemplo, la onda P300. 
La detección de una mentira por el polígrafo puede ser evitada con estas contramedidas físicas y mentales. Hay técnicas para evitar las contramedidas, aunque no se sabe si son eficaces o no (sensores de movimiento)